# Exocentrus bauhiniae
Exocentrus bauhiniae är en skalbaggsart som beskrevs av Fisher 1934. Exocentrus bauhiniae ingår i släktet Exocentrus och familjen långhorningar. Inga underarter finns listade i Catalogue of Life.